# Zef Shiroka
Zef Shiroka (ur. 29 marca 1895 w Szkodrze, zm. 15 czerwca 1969 tamże) - minister handlu i przemysłu Albanii w 1943 roku.

## Życiorys
W 1942 roku został mianowany szefem Komisji ds. Żywności w Prizrenie.
Od 12 lutego do 28 kwietnia 1943 był ministrem handlu i przemysłu Albanii.
W kwietniu 1945 został skazany przez władze komunistyczne na 15 lat pozbawienia wolności, ponieważ został uznany za wroga ludu.

## Życie prywatne
Miał brata Frederika i trzy siostry: Florindę, Reginę i Terezinę.